# Dơi lá Thomas
Dơi lá Thomas (danh pháp hai phần: Rhinolophus thomasi) là một loài động vật có vú trong họ Dơi lá mũi, bộ Dơi. Loài này được K. Andersen mô tả năm 1905.